# إيفان ناغي (مصمم رقص)
إيفان ناغي (بالمجرية: Nagy Iván)‏ (بالإنجليزية: Ivan Nagy)‏ هو مصمم رقص مجري وبريطاني، ولد في 28 أبريل 1943 في دبرتسن في المجر، وتوفي في 22 فبراير 2014 في بودابست في المجر بسبب مرض.

## وصلات خارجية
- إيفان ناجي على موقع IMDb (الإنجليزية)
- إيفان ناجي على موقع الموسوعة البريطانية (الإنجليزية)